# گایکینی
گایکینی (به بلغاری: Gaykini) یک منطقهٔ مسکونی در بلغارستان است که در شهرستان گابروو واقع شده‌است.